# William Hawes
Pour les articles homonymes, voir Hawes (homonymie).
William Hawes, né le 28 novembre 1736 à Islington et mort à Londres le 5 décembre 1808, est un pharmacien et philanthrope britannique.

## Biographie
Il est le fondateur de la Royal Humane Society (en) de Londres dont l'objectif était de secourir les noyés et les asphyxiés.
Il est le grand-père de Russell Gurney par sa fille Maria.